# Чекучеку
Чекуче́ку (англ. Chekucheku) — традиційна громада у складі дистрикту Нено Південного регіону Малаві.
Населення — 23562 особи (2018).